# Federico Pereyra
Federico Pereyra (San Juan, 19 de junio de 1988) es un jugador de argentino de voleibol, integrante de la Selección nacional con la que participó en los Juegos Olímpicos de Londres 2012 y Tokio 2020 donde obtuvo la medalla de bronce. Además, logró el tercer puesto en los Juegos Panamericanos de 2011.

## Carrera deportiva
Federico debutó en la Liga Argentina de Clubes a los 15 años jugando para el club Obras Sanitarias de San Juan, desempeñándose luego en Boca Juniors, Kifissia V.C. de Grecia, Ciudad del Medio Ambiente Soria de España, Bolívar, Monte Claros de Brasil, Lomas Vóley, entre otros clubes.
Integró la Selección sanjuanina Sub-16 que se consagró campeona nacional y luego la Selección nacional Sub-18 que finalizó cuarta. 
Integró la Selección juvenil que en 2007 finalizó en el quinto puesto en el Campeonato Mundial Juvenil Sub-21 realizado en Marruecos.
En 2011, obtuvo la medalla de bronce en los Juegos Panamericanos. 
Integró la Selección que se desempeñó en los Juegos Olímpicos de Londres 2012 donde finalizó en el quinto puesto y en los Juegos Olímpicos de Tokio 2020 donde ganó la medalla de bronce tras vencer a Brasil 3-2.

## Clubes
- Obras Sanitarias (San Juan): 2004-05 y 2005-06[2]
- Boca Juniors: 2006-07
- Kifissia V.C.: 2007-08
- Ciudad del Medio Ambiente Soria: 2008-09
- Drean Bolívar: 2009-10 y 2010-11
- Montes Claros Vôlei: 2011-12
- Volley Brolo: 2012-13
- VC Greenyard Maaseik: 2013-14 y 2015-16
- Mizan Khorasan VC: 2014-15
- Obras Sanitarias (San Juan): 2016-17
- Lomas Vóley: 2017-18
- Monteros Vóley Club: 2018-19
- Al-Hilal VC: 2019-20
- Al Ahly Tripoli SC: 2020
- Club Voleibol Melilla: 2023